# Laura Niedernhofer
 Laura Niedernhofer (* 6. Oktober 1964) ist eine US-amerikanische Biochemikerin, Molekularbiologin und Hochschullehrerin. Sie ist Professorin in der Abteilung für Biochemie, Molekularbiologie und Biophysik an der University of Minnesota (UMN) und ist Direktorin des Institute on the Biology of Aging & Metabolism (iBAM) und des Medical Discovery Teams on the Biology of Aging an der UMN. Ihre Fachgebiete sind DNA-Schäden und -Reparatur, Zellalterung und Progeroid-Syndrome, eine Gruppe sehr seltener genetischer Erkrankungen, die vorzeitiges Altern verursachen. Ihre wissenschaftlichen Aktivitäten haben zur Entdeckung beigetragen, dass DNA-Schäden eine ursächliche Rolle bei der Alterung spielen, und zur Entdeckung einer neuen Klasse von Medikamenten, Senolytica, die den Alterungsprozess verlangsamen und umkehren sollen.

## Leben und Werk
Niedernhofer studierte von 1981 bis 1985 an der Duke University in North Carolina, wo sie einen Bachelor of Science in Chemie erwarb. Anschließend erhielt sie 1990 an der Georgetown University School of Medicine in Washington, D.C. einen Master of Science-Abschluss. Bis 1992 studierte sie dann Medizin an der University of Alabama at Birmingham. Sie promovierte danach 1996 in Biochemie an der Vanderbilt University School of Medicine in  Nashville und erhielt dort 1998 ihren MD. Als Postdoktorandin forschte sie bis 2003 in Genetik am Erasmus University Medical Center in Rotterdam. Von 2003 bis 2012 war sie Associate Professor  in Microbiology and Molecular Genetics an der University of Pittsburgh und dann bis 2018 am Scripps Research in Jupiter (Florida).
Im Juli 2018 wechselte sie an die University of Minnesota, um das Masonic Institute on the Biology of Aging & Metabolism (MIBAM) und das Medical Discovery Team on the Biology of Aging zu leiten. Sie ist zudem Professorin im Department für Biochemie, Molekularbiologie und Biophysik der UMN.
Niedernhofer ist Mitglied des Vorstands der Academy of Health and Lifespan Research, der American Federation of Aging Research und des wissenschaftlichen Beirats der Hevolution Foundation.

## Forschung
Niedernhofers Fachgebiet sind DNA-Schäden und -Reparatur, Genominstabilitätsstörungen, Zellalterung und Alterung. Ihr Forschungsprogramm konzentriert sich auf die Untersuchung grundlegender Mechanismen des Alterns und die Entwicklung von Therapien. Sie trug zur Entdeckung einer neuen Klasse von Medikamenten, Senolytika, bei.
Das Niedernhofer-Labor ist Teil des Medical Discovery Team on Aging und des Masonic Institute on the Biology of Aging and Metabolism an der University of Minnesota. Das Institut wurde 2017 gegründet und konzentriert sich auf die Entwicklung von Therapeutika für die alternde Bevölkerung. Niedernhofer zeigte, dass die Beseitigung der DNA-Reparaturmechanismen zu beschleunigter Alterung führt. Dies stützt die Schlussfolgerung, dass DNA-Schäden, wenn sie nicht repariert werden, die Alterung vorantreiben können. Traditionell konzentriert sich die biomedizinische Forschung auf die Identifizierung molekularer Angriffspunkte zur Behandlung einer einzelnen Krankheit. Ihre Forschungsgruppe ist führend bei der Suche nach therapeutischen Interventionen zur Behandlung der Alterung selbst und kann so mehrere altersbedingte Krankheiten gleichzeitig verhindern oder abschwächen. Es gibt eindeutig einen Rückgang der Anzahl und Funktion von Stammzellen mit zunehmendem Alter. Unklar war jedoch, ob dies Ursache oder Folge des Alterns ist. Ihre Gruppe wies nach, dass die Behandlung progeroider Mäuse mit Muskelstammzellen junger Mäuse ausreichte, um die Alterung zu verlangsamen. Dies zeigt deutlich, dass eine Funktionsstörung der Stammzellen zur Alterung beiträgt und bietet eine wissenschaftliche Grundlage für die Behandlung altersbedingter degenerativer Erkrankungen mit Stammzelltherapie. Es gibt über tausend onkologische Studien, in denen die Expression des Reparaturproteins ERCC1 in Tumoren gemessen wird, um einen Zusammenhang mit dem Therapieansprechen oder dem Behandlungserfolg der Patienten festzustellen. Ihre Gruppe entdeckte neue Funktionen des Reparaturproteins ERCC1-XPF bei der Reparatur von DNA-Quervernetzungen und Doppelstrangbrüchen und enthüllte damit wichtige Funktionen des Enzyms bei der Bewältigung von platinbasierter bzw. Strahlentherapie. Darüber hinaus stellte ihre Gruppe fest, dass der zum Nachweis von ERCC1 in Tumorgewebe verwendete Antikörper unspezifisch war. Sie entdeckten, dass das Protein, mit dem der Antikörper kreuzreagierte, das Zellwachstum limitierte und durch RAS reguliert wurde.
Am 6. August 2025 betrug ihr h-Index bei Google Scholar 84.

## Auszeichnungen und Ehrungen (Auswahl)
- 2013: Scripps Florida Mentorship Award[9]
- 2017: Glenn Award for Research in Biological Mechanisms of Aging[10]
- 2018: Vincent Cristofalo Rising Star Award in Aging Research von der American Federation for Aging Research

## Veröffentlichungen (Auswahl)
- mit Yi Zhu, Tamara Tchkonia, Tamar Pirtskhalava, Adam Gower, Husheng Ding, Nino Giorgadze, Allyson K. Palmer, Yuji Ikeno, Gene Borden, Marc Lenburg, Steven P. O’Hara, Nicholas F. LaRusso, Jordan D. Miller, Carolyn M. Roos, Grace C. Verzosa, Nathan K. LeBrasseur, Jonathan D. Wren, Joshua N. Farr, Sundeep Khosla, Michael B. Stout, Sara J. McGowan, Heike Fuhrmann-Stroissnigg, Aditi U. Gurkar, Jing Zhao, Debora Colangelo, Akaitz Dorronsoro, Yuan Yuan Ling, Amira S. Barghouthy, Diana C. Navarro, Tokio Sano, Paul D. Robbins, Laura J. Niedernhofer, James L. Kirkland: The Achilles’ Heel of Senescent Cells: From Transcriptome to Senolytic Drugs. In: Aging Cell. Band 14, Nr. 4, 2015, S. 644–58. doi:10.1111/acel.12344